# Haagse Harry

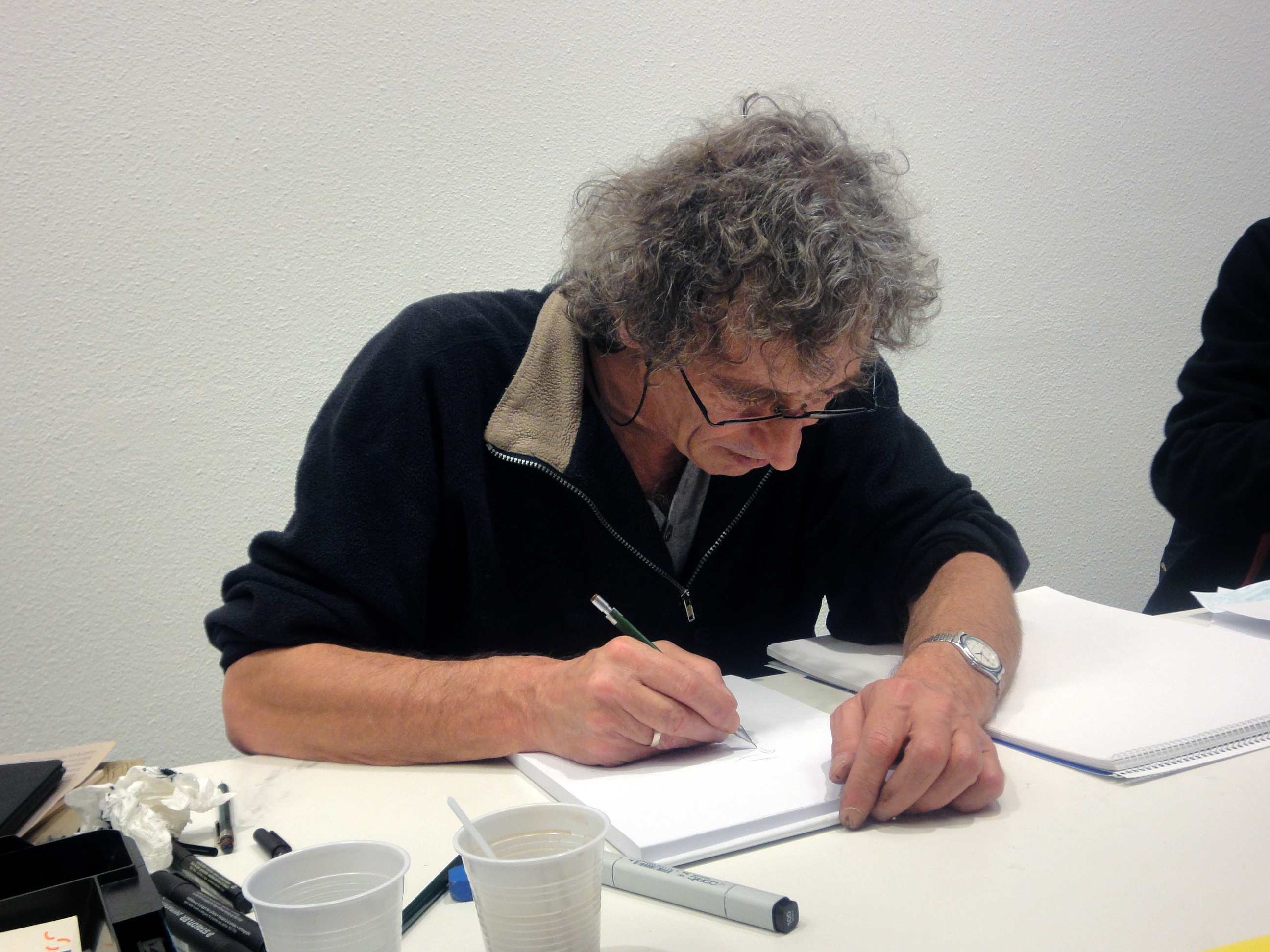
Een strip van Haagse Harry wordt getekend door Marnix Rueb

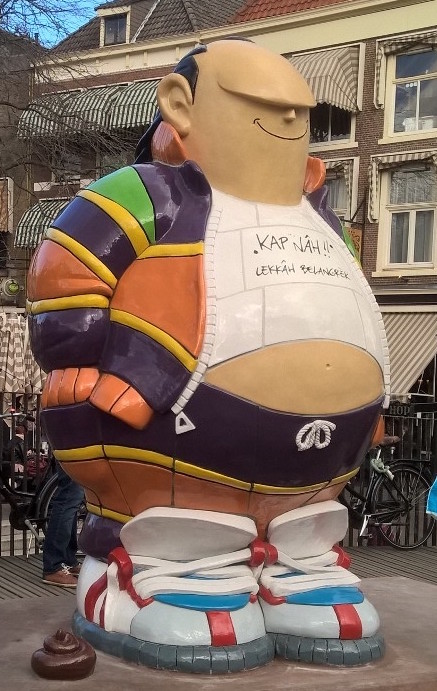
Haagse Harry standbeeld in Den Haag

Haagse Harry is een Nederlandse stripreeks, getekend door Marnix Rueb. De serie debuteerde in 1991 en draait rond een inwoner van Den Haag die fonetisch Haags dialect praat. 

## Inhoud
Haagse Harry woont, zoals zijn naam al aangeeft, in Den Haag. Hij is werkloos, grof in de mond, maar heeft uiteindelijk een hart van goud. Wel is hij regelmatig agressief als relsupporter van ADO Den Haag. 
Andere nevenpersonages zijn Harry's vrouw, Haagse Bianca, die al even volks is als Harry zelf, en met wie hij vaak ruzie maakt, en Henk Bres. Ook koningin Beatrix komt er vaak in voor, alsmede de Haagse burgemeester Wim Deetman en talloze andere politici. 
Alle personages in de strip spreken plat Haags, onder wie ook Deetman, de koningin en allochtonen - met een accent. In de strip wordt met alle mogelijke bevolkingsgroepen gespot: Harry en andere "echte" Hagenezen werken niet, schelden iedereen uit en vernielen van alles, Turken en Marokkanen worden stereotiep afgebeeld met tulbanden en zware sluiers, leden van het Koninklijk Huis treft men in coffeeshops aan etc.

## Geschiedenis
Haagse Harry verscheen voor het eerst in een maandkrantje dat in het Haagse uitgaansleven werd uitgedeeld, maar werd daar zo bekend dat hij al snel als eigen stripfiguur ging figureren.

## Albums
Er zijn inmiddels zeven albums verschenen, waaronder een nulnummer waarin alle niet eerder gebundelde strips zijn ondergebracht.
- 0 - Kompleit Baggâh!!
- 1 - Kap Nâh!!
- 2 - Niet Te Wènag!!
- 3 - Dachetnie!!
- 4 - Krèg Ut Zuâh!!
- 5 - Suptiel Haags (cartoons)

Postuum:
- 6 - De mazzol!!